# Too Weird to Live, Too Rare to Die!
Too Weird to Live, Too Rare to Die! è il quarto album in studio del gruppo musicale statunitense Panic! at the Disco, pubblicato l'8 ottobre 2013.

## Tracce
1. This Is Gospel – 3:07
2. Miss Jackson (featuring Lolo) – 3:12
3. Vegas Lights – 3:10
4. Girl That You Love – 3:09
5. Nicotine – 3:06
6. Girls/Girls/Boys – 3:26
7. Casual Affair – 3:17
8. Far Too Young to Die – 3:17
9. Collar Full – 3:18
10. The End of All Things – 3:32

## Formazione
Panic! at the Disco
- Brendon Urie  - voce, chitarre, piano, tastiere, sintetizzatori, programmazioni, batteria
- Spencer Smith - batteria, percussioni
- Dallon Weekes - basso, cori, tastiere, sintetizzatori, chitarra

Altri musicisti
- Butch Walker - chitarra, cori
- Rob Mathes - arrangiamento archi
- Lauren Pritchard - voce in "Miss Jackson"
- Julian Leaper - concertatore
- Emlyn Singleton - violino
- Peter Lale - viola
- Dave Daniels - violoncello